# Minik Rosing
Minik Thorleif Rosing, född 2 februari 1957 i Nuuk på Grönland, är en geolog. 
Rosing har bland annat studerat mycket tidiga tecken på fotosyntes. Sedan 2000 är han professor i geologi vid Köpenhamns universitet. Rosing har fått flera priser, bland annat Rosenkjærprisen (2013) och Amalienborgpriset (2015) och Rungstedlundprisen (2018).
Han är son till författaren och bildkonstnären Jens Rosing.